# Aphaia Verlag
Der Aphaia Verlag (eigene Schreibweise: APHAIA Verlag) ist ein inhabergeführter Verlag mit Sitz in München.

## Geschichte und Programm
Gegründet wurde der Aphaia Verlag 1986 von Svea Haske und Sonja Wendeler. Der Name Aphaia bezieht sich auf die griechische Göttin gleichen Namens und ihren Tempel auf der Insel Ägina im Saronischen Golf. So wie jener „mit dem Parthenon-Tempel in Athen und dem Poseidon-Tempel auf Kap Sunion ein gleichschenkliges Dreieck bildet, sehen die Verlegerinnen den Gleichklang von Text, Bild und Musik.“ Entsprechend sind Literatur, Bildende Kunst und Musik ursprünglich die Schwerpunkte des Verlags.
Heute umfasst das Verlagsprogramm neben Sachbüchern und essayistischen Titeln in der Hauptsache Belletristik in Form von Romanen, Novellen und Lyrik. Letzterer kommt dabei eine besondere Bedeutung zu, indem sich der Verlag zunehmend als Lyrikverlag etabliert und etwa auch seit 2021 Mitausrichter des Lyrikpreises München ist.
Geschäftsführer des Verlags sind Elke und Harald Albrecht.

## Autoren (Auswahl)
Zu den Autoren und Herausgebern des Verlages zählen unter anderen Daniel Bayerstorfer, Henryk Bereska, Tom Bresemann, Jürgen Brôcan, Franz Büchler, Sigrun Casper, Ingo Cesaro, Georg Oswald Cott, Ulrike Draesner, Max Drushinin, Ute Eckenfelder, Hasune El-Choly, Wolfgang Fehse, Frederike Frei, Harald Gröhler, Ralph Grüneberger, Aldona Gustas, Hans-Jürgen Heise, Hans-Ulrich Hirschfelder, Peter Huckauf, Hanne F. Juritz, Lothar Klünner, Thomas Luthardt, Salean A. Maiwald, Steffen Marciniak, Christoph Meckel, Richard Pietraß, Lutz Rathenow, Monika Rinck, Bertram Reinecke, Tobias Roth, Wolfgang Schiffer, Antonio Skármeta,  Michael Speier, Elvira Steppacher, Dieter Straub, Tina Stroheker, Charlotte Ueckert, Martin A. Völker, Christine Wolter und Rosemarie Zens.